# Rothäuser Berg
Ein vom heutigen Ilmpark in Weimar durch die Kegelbrücke, östlich des Flusses Ilm, abgetrenntes Areal, ein westwärts geneigter Hang, wurde nach einem 1785 abgebrannten Haus benannt, welches das Rote Haus genannt wurde, wovon auch die Bezeichnungen Rothäuser Berg, Rothäuserbergweg und Rothäuser Garten herrühren. Begrenzt wird es zudem durch die Sternbrücke und in dem Bereich der Jenaer Straße.

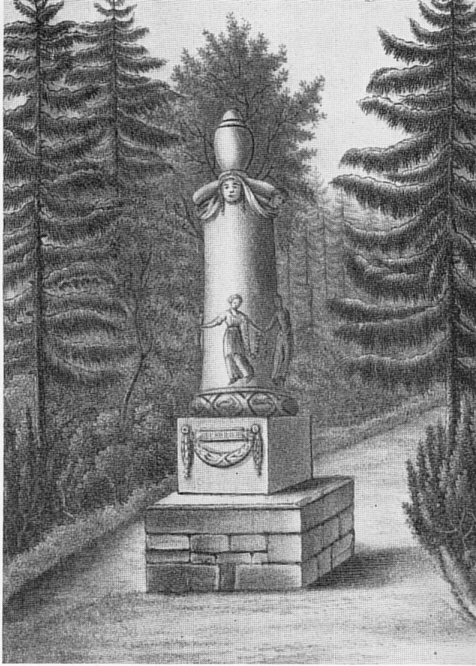
Gedenksäule für Christiane Becker-Neumann auf dem Rothäuser Berg

In diesem Bereich befand sich einst die Gedenksäule für die jung verstorbene Schauspielerin Christiane Becker-Neumann, welches um 1800 durch Friedrich Wilhelm Eugen Döll geschaffen wurde nach dem Entwurf von Johann Heinrich Meyer. Die Erholungsgesellschaft erbaute dort 1823 ihr Haus, das allerdings auch abgetragen wurde. Der Bereich, der seit 1804 der Erholungsgesellschaft gehörte und den diese in einen Park umgestaltete, war zuvor Garten von dem Märchenerzähler Johann Karl August Musäus. In diesem Bereich liegt die Musäusstraße, die an der Leibnizallee auf den Jüdischen Friedhof trifft. Auch das auf der Halbinsel, zwischen Ilm und Floßgraben gelegene Haus des Hoffischers, das über einen Steg zu erreichen war, steht längst nicht mehr.
Markant ist in diesem Bereich das Parkbad, dort stand einst das Rote Haus. Eine Bebauung wurde  zunächst nur im geringeren Maße umgesetzt, was auf Betreiben von Maria Pawlowna weitgehend unterblieb, die den Naturraum erhalten wollte. Aus dem Bereich des Rothäuser Berges stammten auch Tonvorkommen, die in der Hoftöpferei Johann Friedrich Schmidt verarbeitet wurden. Um 1860 erfolgte die Abtrennung des Rothäuser Berges vom Ilmpark.
Im Rothäuser Garten befand sich auch eine Ruine mit drei Säulen, die dem Tempel der Dioskuren auf dem Forum Romanum in Rom nachempfunden wurden, auf dem künstlich aufgeschütteten Rosenhügel. Dieses wurde um 1800 von Georg Melchior Kraus zeichnerisch festgehalten. Diese ist längst nicht mehr erhalten. Die Umgestaltung erfolgte um 1787/1789 unter Carl August, womit eine Baumbepflanzung einsetzte. Am Rothäuserbergweg befindet sich die Europäische Jugendbegegnungsstätte, in dessen Nachbarschaft ein Wohnhaus errichtet werden soll.